# Microlonchus
Microlonchus là một chi thực vật có hoa trong họ Cúc (Asteraceae).

## Loài
Chi Microlonchus gồm các loài: